# Hippopotamus (släkte)
Hippopotamus är ett släkte av däggdjur som ingår i familjen flodhästar.
Till släktet räknas flodhästen (Hippopotamus amphibius) och dess utdöda släktingar. De äldsta fossilen som räknas till släktet är från senare miocen. De flesta fossilen är från Europa och Afrika och några enstaka fynd är dokumenterade från södra Asien.
Utdöda arter i släktet är:
- Hippopotamus aethiopicus
- Hippopotamus afarensis
- Hippopotamus antiquus
- Hippopotamus behemoth
- Hippopotamus coryndonae
- Hippopotamus creutzburgi
- Hippopotamus gorgops
- Hippopotamus guldbergi[3]
- Hippopotamus kaisensis
- Hippopotamus karumensis
- Hippopotamus laloumena
- Hippopotamus lemerlei (synonym: Hippopotamus madagascariensis)[3]
- Hippopotamus major
- Hippopotamus meltensis
- Hippopotamus minor
- Hippopotamus protamphibius
- Hippopotamus sirensis